# Kamanče
Kamanče (persky: کمانچه, kamānche , ázerbájdžánsky: kamança, arménsky: Քամանչա, kurdsky: کەمانچە ,kemançe) je íránský strunný smyčcový hudební nástroj (chordofon) příbuzný rebabu, který se využívá v lidové i klasické hudbě. Kamanče v překladu znamená „malý luk“ (z perského „kamān“ = „luk“ a přípony „če“, která tvoří zdrobněliny).
Nástroj se hojně používá také v afghánské, arménské, ázerbájdžánské, gruzijské, kurdské, turkmenské či uzbecké tradiční hudbě, s regionálními odchylkami ve tvaru a stylu. V roce 2017 bylo umění spojené s výrobou a hrou na kamanče zařazeno na seznam nehmotného kulturního dědictví UNESCO Ázerbájdžánu a Íránu.

## Popis
Kamanče je svou velikostí podobné viole, má cca 70 cm na výšku, a je velmi zdobené. Skládá se z malé dřevěné kulovité až ořechovitě-tvarované ozvučnice (těla) vyrobené z ořechového či morušového dřeva. Tělo může být vyřezáno z jednoho kusu dřeva, nebo se skládá z malých prohnutých dřevěných plátků. Ozvučnice je potažená tenkou membránou z jehněčí, ovčí, kozí, rybí či velbloudí kůže, na níž je kobylka, která je umístěna diagonálně ke směru natažení strun. Na tělo je připojen dlouhý bezpražcový krk s hmatníkem, který je tvarován jako obrácený komolý kužel a vyhotoven z dřeva švestkového. Na krk navazuje hlava s 3–4 ladicími kolíky. Tradiční kamanče z 19. století mělo pouze tři struny vyrobené z hedvábí či střev, moderní nástroje mají čtyři struny, které jsou již většinově kovové. Struny jsou vyráběny v zemích, kde se hraje na kamanče, avšak tyto struny nedosahují požadované kvality, a tak se často používají struny na housle či violu. Ladění se liší v závislosti na regionu země, kde se hraje. V Teheránu se kamanče ladí stejným způsobem jako housle: G, D, A, E. Na konci těla se nachází bodec, kterým se opírá o zem a hraje se na něj smyčcem jako na violloncelo či na basu.

Často bývá přezdíváno jako „altové kamanče“ nebo „dýňové kamanče“.

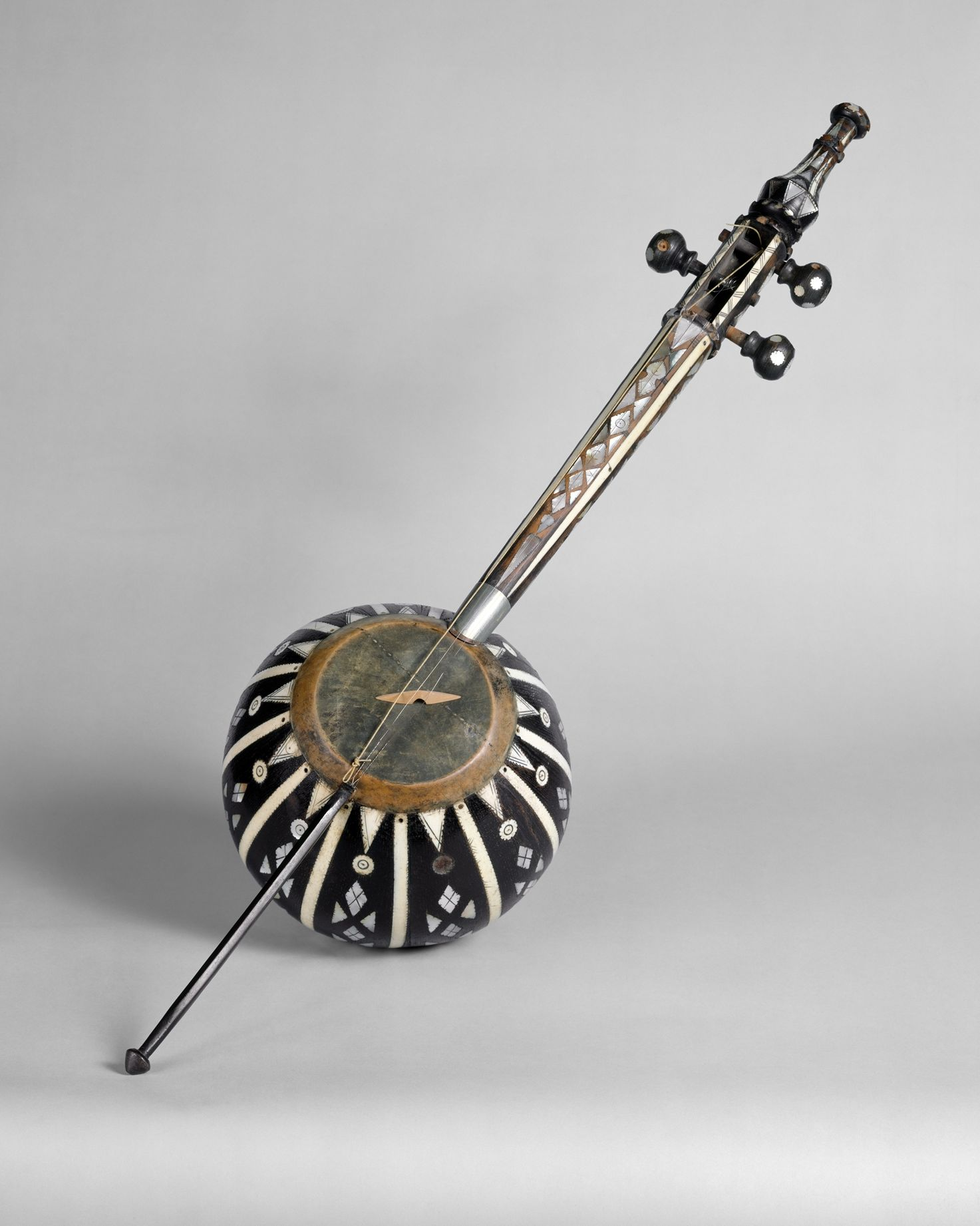
Kamanče z Persie, cca 1860, Metropolitní muzeum umění (MET), New York, USA
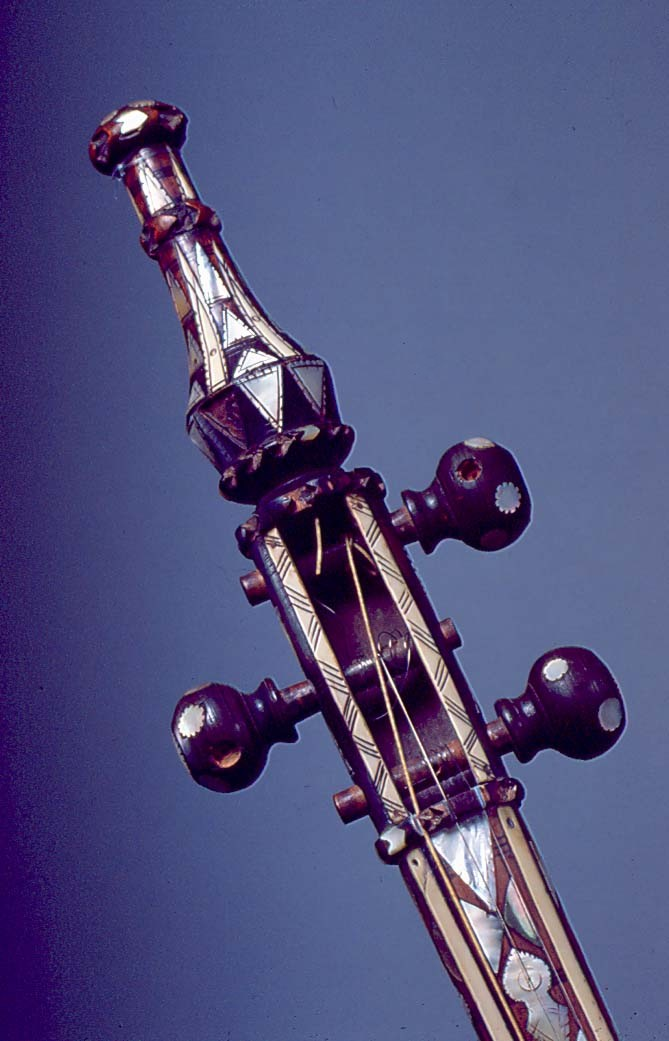
Hlava s ladícími kolíky
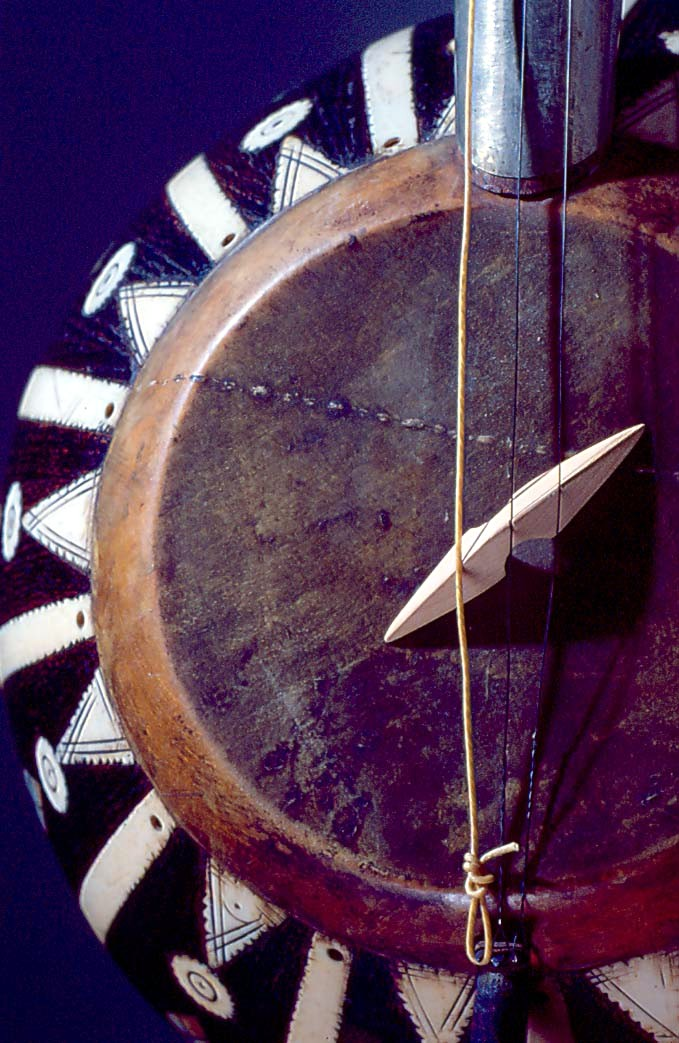
Přední pohled na ozvučnici s kobylkou
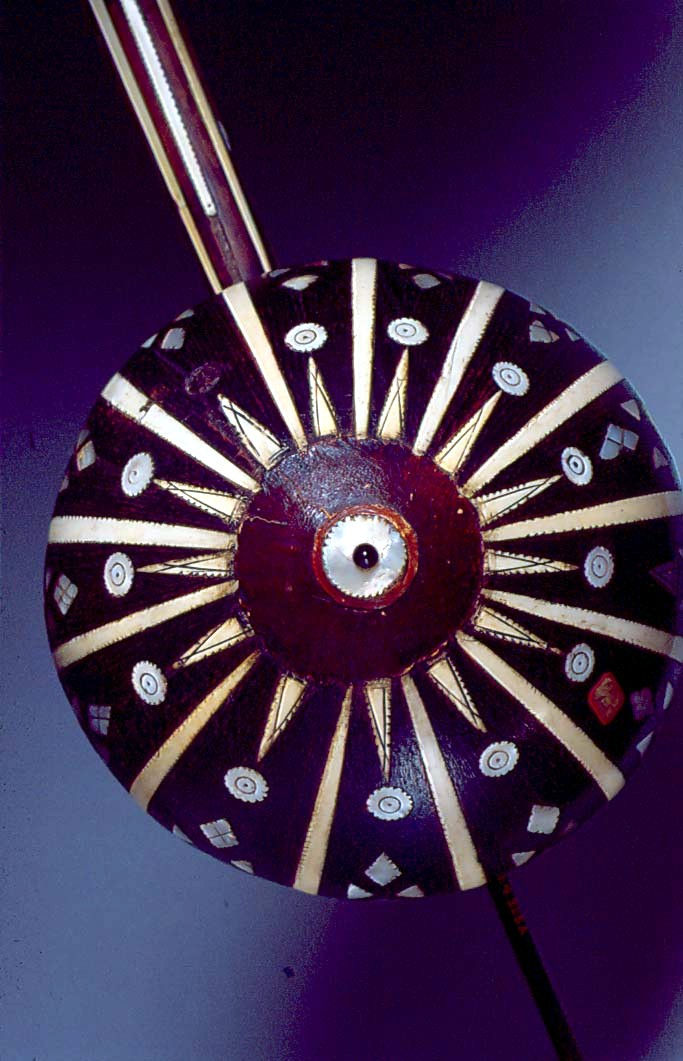
Zadní pohled na ozvučnici
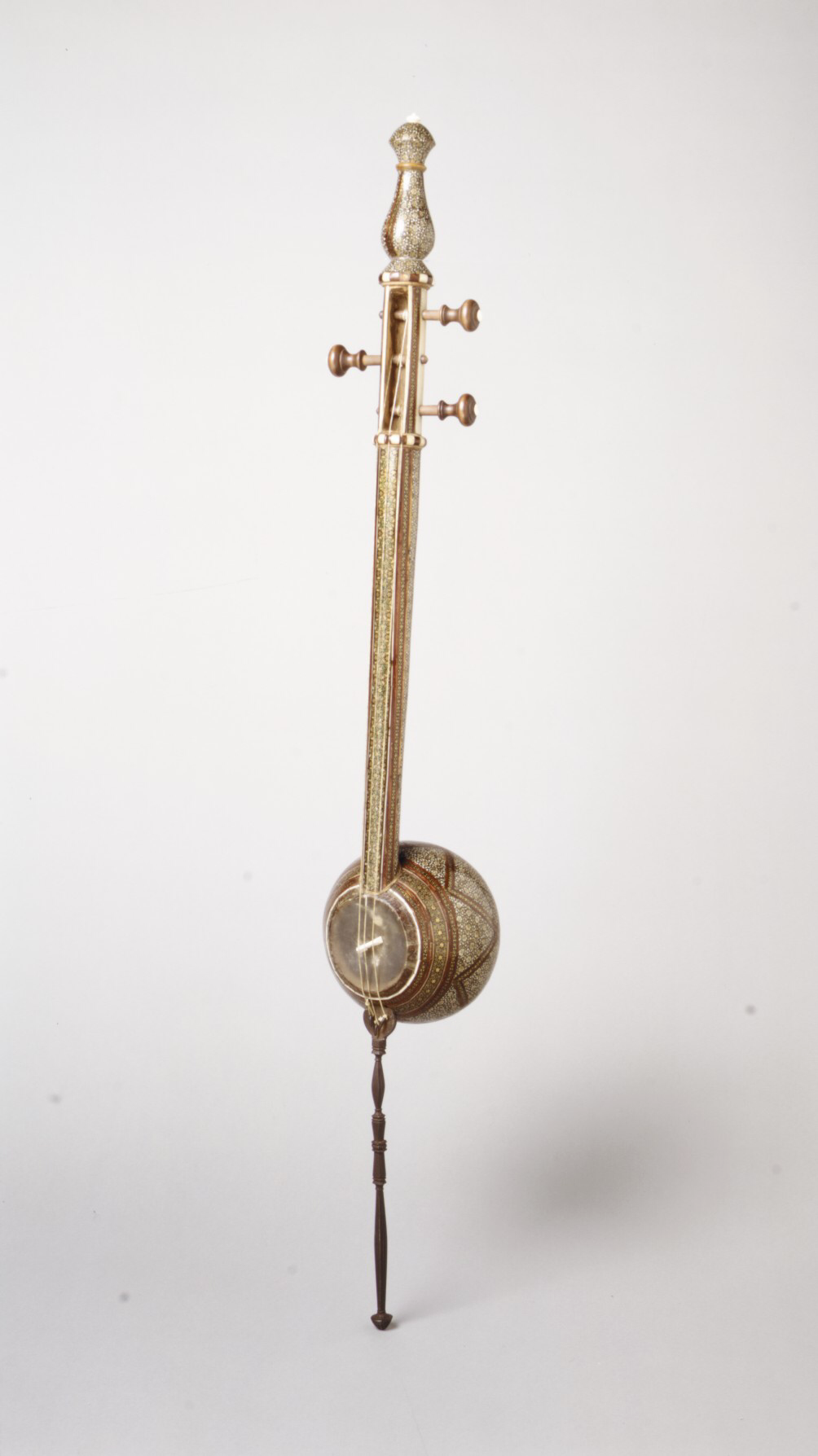
Kamanče s ozvučnicí z jednoho kusu; Persie, cca 1880, Metropolitní muzeum umění (MET), New York, USA

## Typy kamanče

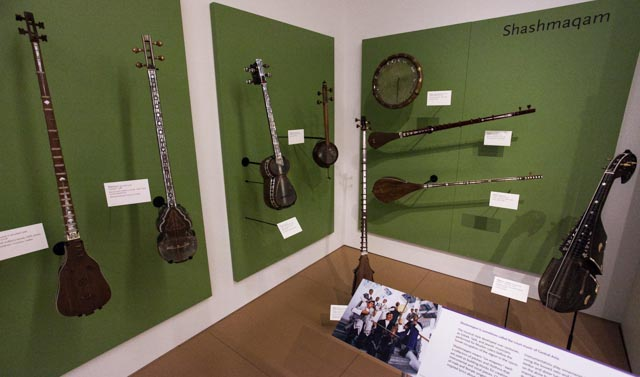
Výstava orientálních hudebních nástrojů v Muzeu hudebních nástrojů, Phoenix, Arizona (sato, tar, kamanče, daf, tanbur, dutar, rubab)

Na perském území se vyskytují 4 hlavní folklórní centra využívající kamanče.
Klasický typ výroby a hry na altové kamanče je populární v srdci samého Íránu, které představují provincie Teheránu, Isfahánu, Jazdu, Fársu a Kermánu.
Druhou oblastí je Východní Ázerbájdžán (potažmo i celý stát Ázerbájdžán) s hlavním městem Tabríz, které bylo druhým hlavním městem, a proto se hra na kamanče dostala z Teheránu až do Tabrízu, kde byla velmi ovlivněna kavkazskou hudbou a dnes je možné odlišit tabrízský/ázerbájdžánský a teheránský styl hry na kamanče.
Další z center se vyskytuje na severovýchodě Íránu v provincii zvané Golestán, kde můžeme najít turkmenskou komunitu. Zde se vyskytuje turkmenský typ kamanče, který má výrazně menší ozvučnici a je často doprovázen dutarem (dvoustrunnou dlouhokrkou loutnou). V Centrální Asii se tento zvláštní typ nástroje s malou ozvučnicí nazývá gidžak.
Poslední, čtvrtou, hlavní íránskou folklórní oblastí, kde kamanče hraje důležitou roli, je na západě Íránu v provincii Lorestán. Lúrové, západoíránská ethnická skupina, se zabývají výrobou vyhlášených kamanče, nejlepší kusy vyrábějí z morušovníku. V Lorestánu je velmi populární kamanče s otevřenou ozvučnicí na zadní straně, která je ve tvaru komolého kuželu.

Posledním typem kamanče je tzv. „klasické kamanče“. Přesto, že má stejný název jako kamanče altové/dýňové, je mezi nimi hodně rozdílů (v hmotnosti, použitém smyčci, stavbě těla, použitém materiálu, výrobě a i ve výsledném zvuku).

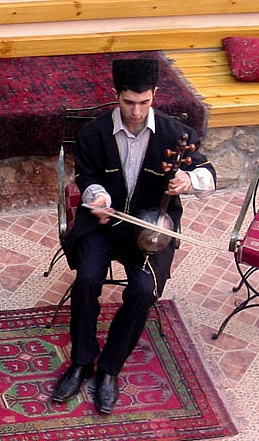
Muž z Ázerbájdžánu hrající na altové kamanče
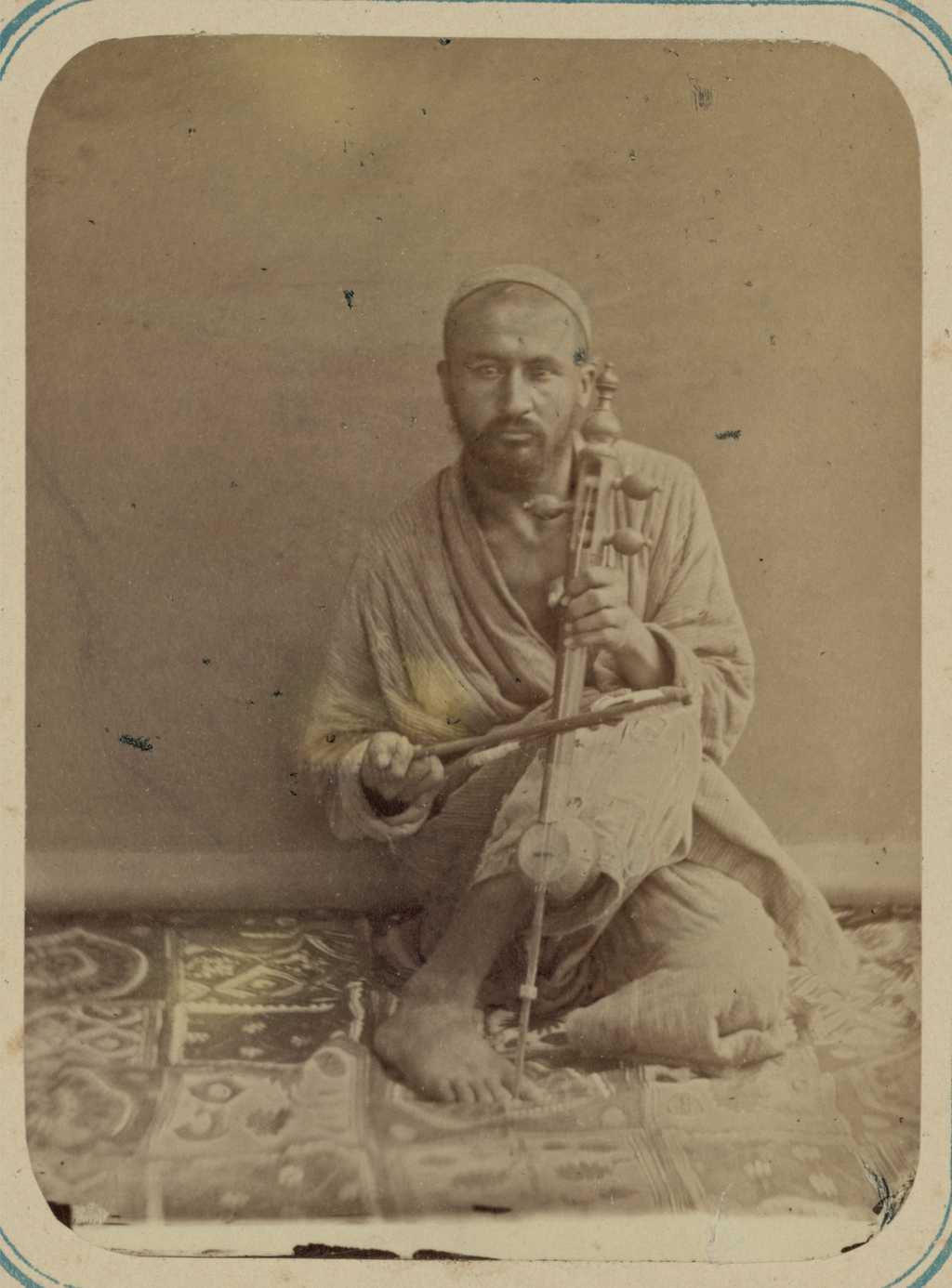
Muž ze Střední Asie hrající na gidžak
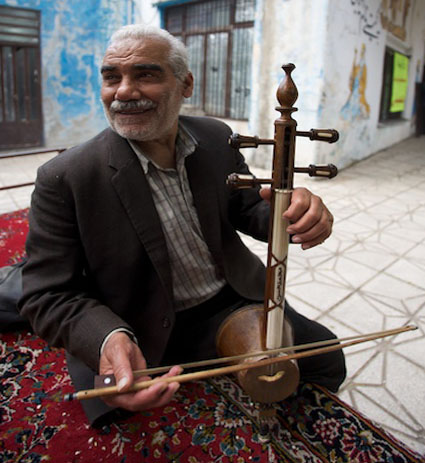
Muž z Lorestánu hrající na kamanče s otevřenou zadní stranou ozvučnice (lúrský typ kamanče)
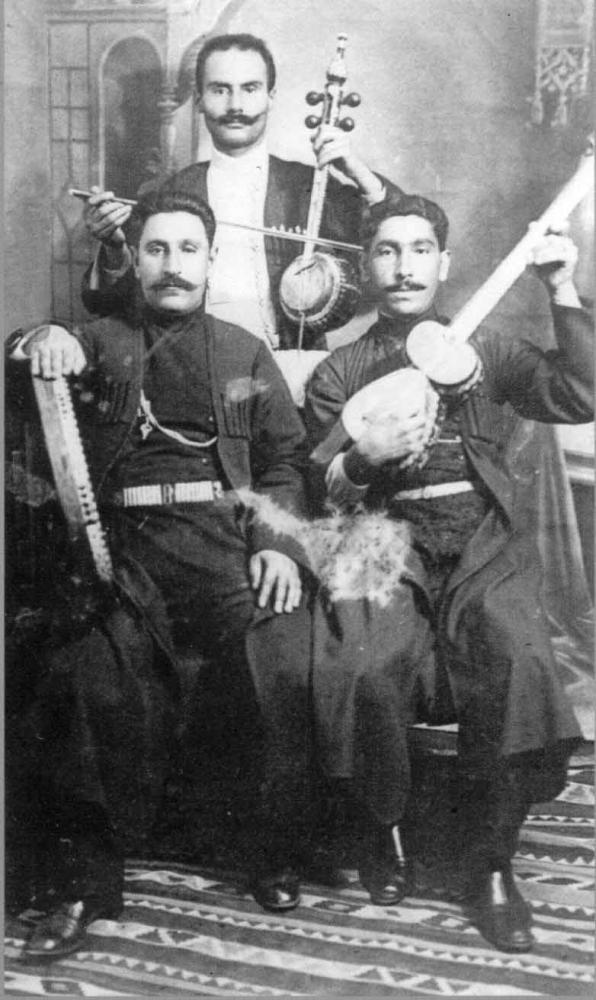
Tradiční mugamské trio, hrající na daf, tar a kamanče, 1911
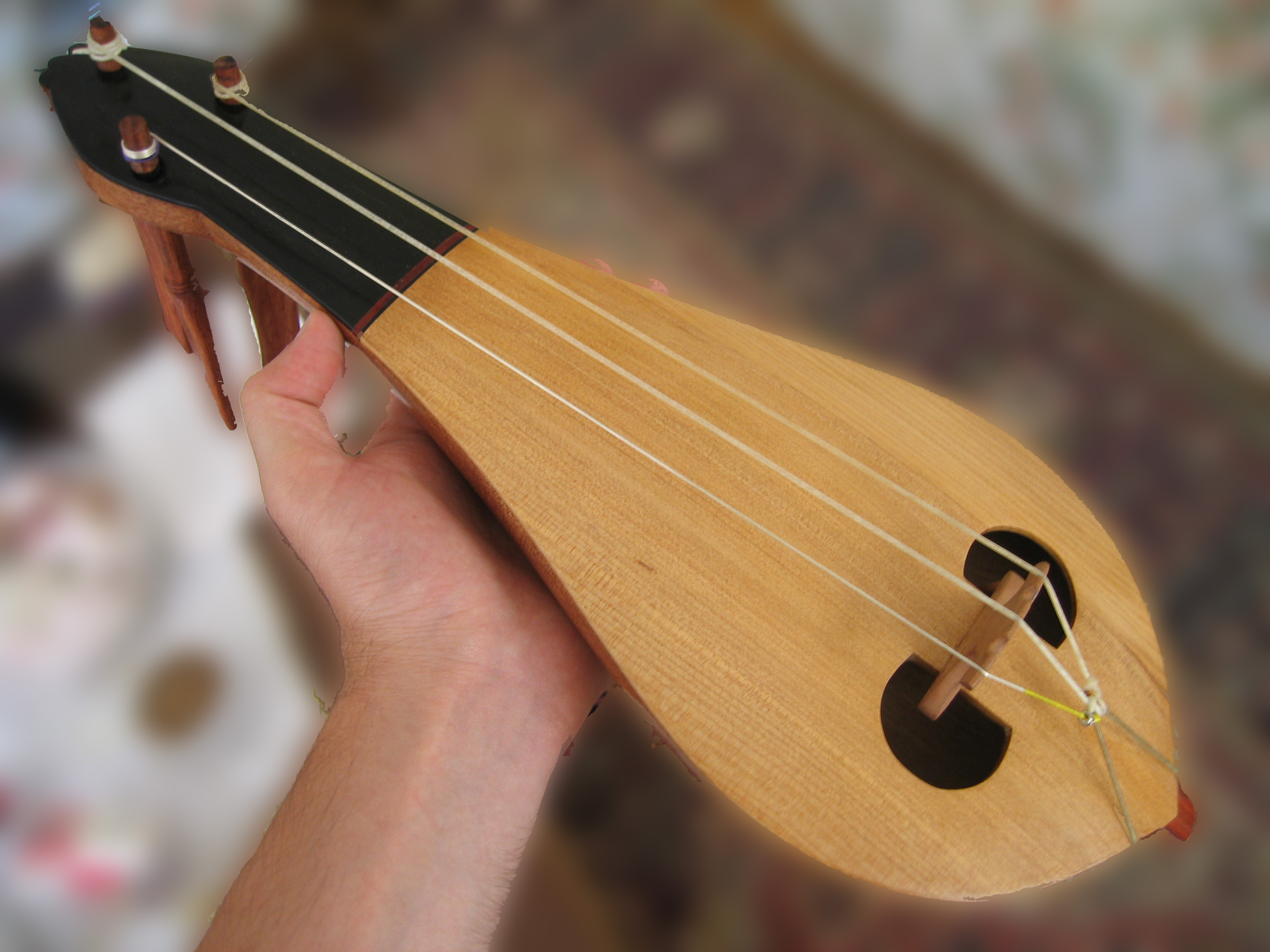
Klasické kamanče

## Slavní hráči na kamanče
- Hosseyn Esmailzadeh (?–1941) – perský hudebník
- Baqer Xan Rameshgar (1873–1959) – perský hudebník
- Alexandr Aršakovič Oganyan neboli Saša Oganezashvili (1887–1932) – sovětský skladatel arménsko-gruzínského původu
- Habil Aliyev (1927–2015) – ázerbájdžánský hráč na kamanče
- Ostad Ali Asghar Bahari (1905–1995) – íránský hudebník

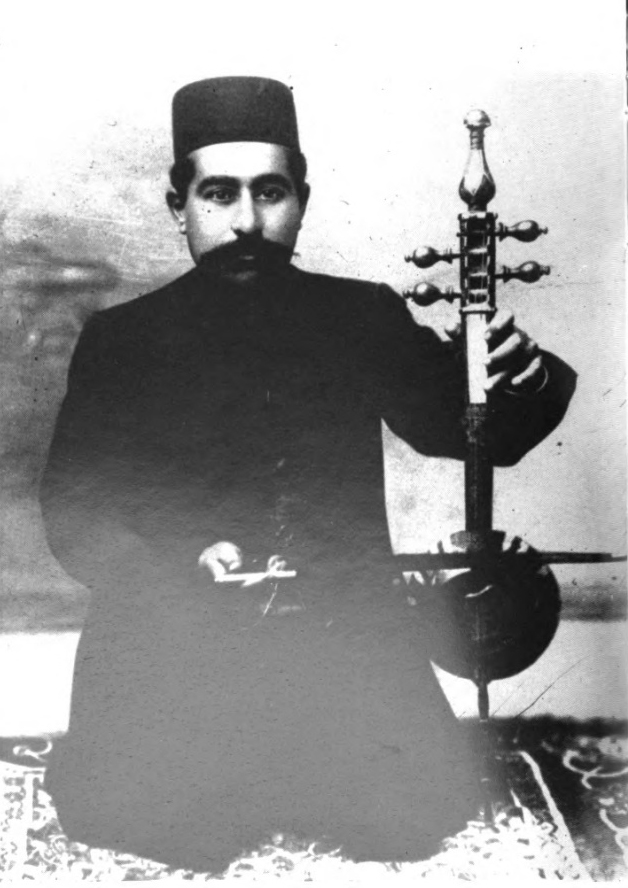
Hosseyn Esmailzadeh
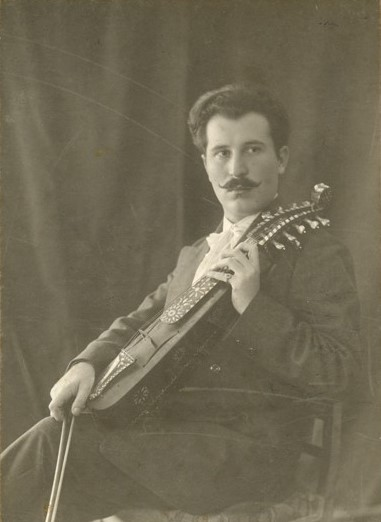
Alexandr Aršakovič Oganyan
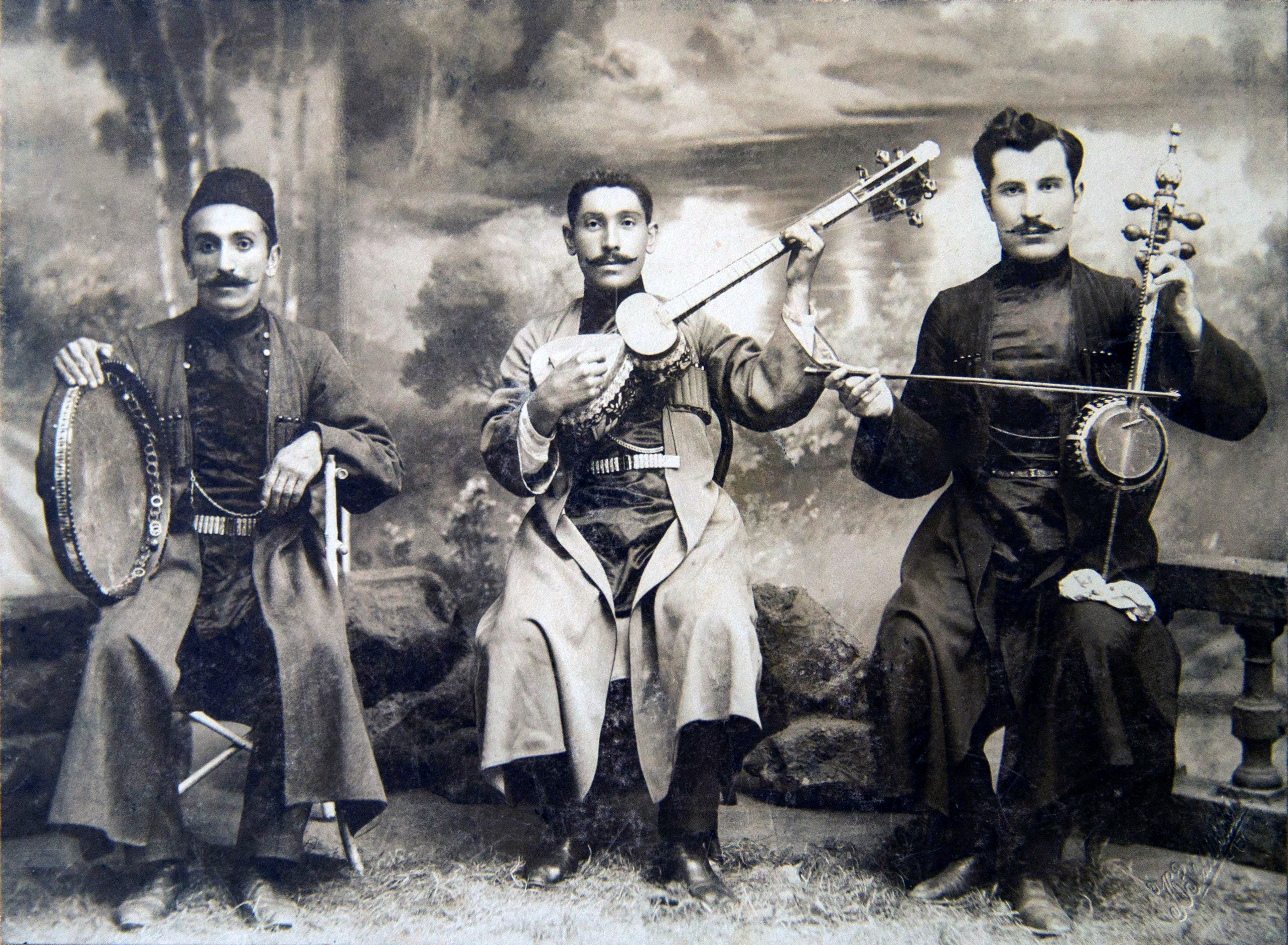
Mugamské trio, 1930 (zleva: zpěvák a hráč na daf Jabbar Garyagdioglu, hráč na tar Qurban Pirimov, hráč na kamanče Saša Oganezashvili)